# Hotte im Paradies
Hotte im Paradies ist ein Fernsehfilm des Filmregisseurs Dominik Graf aus dem Jahr 2002. Die Uraufführung fand am 25. Oktober 2002 bei den Internationalen Hofer Filmtagen statt. Auf dem Sender ARTE wurde der Film am 10. September 2004 erstausgestrahlt.

## Handlung
Der Film behandelt Aufstieg und Fall des Zuhälters Hotte.
Hotte ist ein Zuhälter in Berlin, der von dem Geld seiner beiden Anschafferinnen keine großen Sprünge machen kann. Er beneidet seine Kollegen um ihre goldenen Uhren und ihre Cabriolets. Die Gruppe der Zuhälter, in der sich Hotte bewegt, wird dabei als eine Gemeinschaft vorgestellt, die hinsichtlich der in ihr geltenden Werte und Normen der höfischen Gesellschaft des 18. Jahrhunderts ähnelt. Wer sich Ansehen und Prestige verschaffen will, muss exklusive Statussymbole vorweisen, und demonstrativ große Geldbeträge ausgeben können. Hotte, wie auch viele andere Zuhälter, gerät so in eine prekäre Situation. Um innerhalb der Gruppe der Zuhälter Ansehen zu erwerben, muss er erhebliche Mengen Geld ausgeben. Die Einkünfte reichen häufig nicht. Hotte lebt von der Hand in den Mund und verprasst tagsüber und abends das, was seine Frauen in der Nacht verdient haben.
Als er sich mit Jenny eine dritte Anschafferin kauft, beginnt er, im Geld zu schwimmen, und genießt das Luxusleben mit Cabriolet und goldener Uhr, die er beide auf Pump kauft.
Doch das Glück währt nur kurz. Yvonne, eine seiner beiden ersten Frauen, ist ausgebrannt und steigt aus. Jenny wird ihm von einem russischen Zuhälter abgeworben und sein Versuch, sie wieder zurückzuholen, endet damit, dass er brutal zusammengeschlagen wird.
Einzig seine Lebensgefährtin Rosa hält zu ihm, kann aber alleine nicht so viel Geld heranschaffen, dass sie ihren Lebensstandard halten können.
Da Hotte kein Geld mehr hat, sich eine neue Anschafferin zu kaufen, macht er sich mit seinem einnehmenden Charme an die Friseurin Elvira ran und verwöhnt sie mit Luxus und Sex. Dann stellt er sie vor die Alternative, sich von ihm zu trennen und ihr langweiliges Leben weiterzuführen oder für ihn anschaffen zu gehen und weiter den Luxus zu genießen. Sie entscheidet sich zunächst für das Leben im Luxus, doch sie kann sich nicht mit der Arbeit auf dem Strich anfreunden. Nachdem Hotte Elviras Mutter, die als Putzfrau arbeitet, in ihrer Wohnung maskiert überfallen und brutal zusammengeschlagen hat, nimmt er ihr ihre sämtlichen Ersparnisse ab und kann damit sein Cabriolet abbezahlen. Der für Hotte positive Nebeneffekt ist, dass Elvira jetzt anschaffen gehen muss, da ihre Mutter im Krankenhaus liegt und kein Geld verdienen kann. In stark betrunkenem Zustand vergewaltigt er sie, und sie flieht erfolgreich aus dem Milieu.
Dann sieht Hotte auf der Straße Jenny seltsam verändert plötzlich wieder und folgt ihr unbemerkt zu dem Sado-Maso-Club, in dem sie jetzt als Sklavin Madeleine arbeiten muss. Sie fleht ihn an, sie zurückzukaufen, und er befreit sie wenige Tage später aus ihrer Situation und bringt sie auf den Bauernhof ihres Vaters. Die Rache von Jennys letztem Zuhälter folgt unmittelbar: Er lässt Hottes Cabriolet explodieren und schießt ihn lebensgefährlich an. Auf die Frage des Sanitäters, ob er denn noch sprechen könne, antwortet Hotte lapidar „kann ick, will ick aba nich’“.

## Hintergrund
Dominik Graf drehte für Hotte im Paradies zum dritten Mal, nach Der Felsen und Die Freunde der Freunde, auf dem günstigen, digitalen Format Mini-DV. Der Berliner Bordellbetreiber Steffen Jacob beriet den Autor Rolf Basedow angeblich 300 Stunden lang, um die Authentizität des Films zu gewährleisten.

## Kritiken
TV Spielfilm schrieb, die „Kiezballade“ sei ein „packend-launiges Porträt eines Zuhälters“.

„Der gut recherchierte Fernsehfilm reflektiert den Berliner Kiez auf künstlerisch vielfach gebrochene Art, verliert aber durch seine große Nähe zur Hauptperson zum Ende hin an Bodenhaftung.“

## Auszeichnungen
- 2004 Fernsehfilm-Festival Baden-Baden: Fernsehfilmpreis der Deutschen Akademie der Darstellenden Künste[5]
- 2005 Deutscher Fernsehpreis für Birge Schade als Beste Schauspielerin Nebenrolle, Nominierung als Bester Schauspieler Fernsehfilm für Mišel Matičević